# Stetholiodes puetzi
Stetholiodes puetzi es una especie de escarabajo del género Stetholiodes, familia Leiodidae. Fue descrito por Angelini y Švec en 1998. Se encuentra principalmente en Rusia.